# ميلو يوربان
ميلو يوربان (بالسلوفاكية: Milo Urban)‏ هو صحفي ومترجم وكاتب سلوفاكي، ولد في 24 أغسطس 1904 في Rabčice ‏ في سلوفاكيا، وتوفي في 10 مارس 1982 في براتيسلافا في سلوفاكيا.

## وصلات خارجية
- ميلو يوربان على موقع IMDb (الإنجليزية)
- ميلو يوربان على موقع قاعدة بيانات الفيلم (الإنجليزية)